# Młyn Nadolnik w Poznaniu

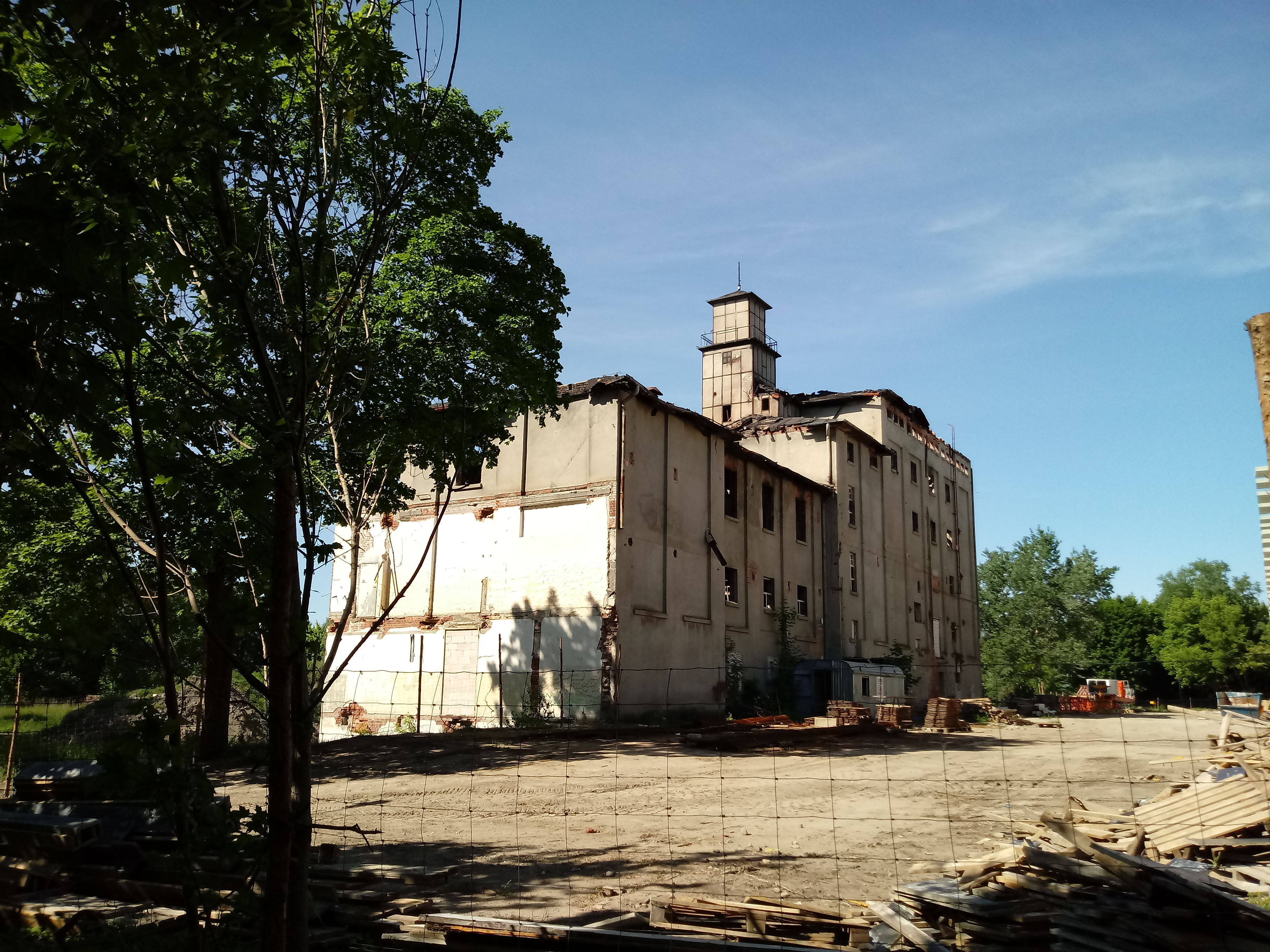
Ruiny zabudowań dawnego młyna w maju 2018 roku

Młyn Nadolnik w Poznaniu – nieistniejący młyn usytuowany na Głównej (pod zaborem niem. Glowno) w Poznaniu, przy ul. Nadolnik (pierwotnie ul. Młyńskiej, niem. Mühlenstrasse).

## Historia
Młyn został założony około 1820 roku. Na początku XX wieku do ok. 1918 roku właścicielami byli poznańscy kupcy Alfred Pinn i Maks Aronsohn (Pinn & Aronsohn).
Po 1918 roku przedsiębiorstwo było spółką akcyjną, gdzie głównym akcjonariuszem został Bank Gospodarstwa Krajowego z siedzibą w Warszawie. W dwudziestoleciu międzywojennym obowiązywała nazwa „Cerealia” Sp. Akcyjna. W 1924 roku młyn strawił pożar. Po odbudowie, którą zakończono w 1929 roku był jednym z najnowocześniejszych i zarazem największych młynów działających na obszarze Wielkopolski i Pomorza. Produkcja młyna wynosiła 120 ton mąki żytniej w przeciągu doby, która była eksportowana w dużych ilościach do Mandatu Palestyny. Do 1925 roku dyrektorem młyna był Stefan Kisielewski, następnie Mączyński, a od 1937 roku do początku II wojny światowej i ponownie w latach 1945–1947 Maksymilian Tschuschke.
W 1939 roku młyn Cerealia został przejęty przez Niemców, zarządcą został oficer SS Helmut Lemke. Nazwę zmieniono na Ost Mühle Helmut Lemke.
Krótko po zakończeniu II wojny światowej, zarządzeniem wydanym 24 października 1945 roku, Ministerstwo Aprowizacji i Handlu ustanowiło przymusowy zarząd państwowy nad przedsiębiorstwem Młyny Parowe „Cerealia” S. A. W maju 1948 roku młyn został przejęty przez państwowo-spółdzielcze przedsiębiorstwo Polskie Zakłady Zbożowe Oddział w Poznaniu i wszedł w skład przedsiębiorstwa Poznańskie Młyny i Magazyny w Poznaniu. W 1951 roku miały miejsce zmiany organizacyjne w przedsiębiorstwie Polskie Zakłady Zbożowe mające za zadanie wyodrębnić z jego struktur przemysł młynarski. Przedsiębiorstwo Poznańskie Młyny i Magazyny w Poznaniu zostało wtedy podporządkowane nowo powstałym Poznańskim Okręgowym Zakładom Młynarskim, zmieniając jednocześnie nazwę, początkowo na Poznańskie Zakłady Młynarskie w Poznaniu, a od 1 stycznia 1952 roku na Zespół Młynów w Poznaniu. 1 stycznia 1957 roku nastąpiła ponowna zmiana nazwy Zespół Młynów w Poznaniu zmienił nazwę na Zakłady Młynarskie w Poznaniu Przedsiębiorstwo Państwowe. W 1958 roku postanowiono jednak scalić przemysł młynarsko-zbożowy. W Poznaniu utworzono Wojewódzkie Zjednoczenie Przemysłu Zbożowo-Młynarskiego Polskie Zakłady Zbożowe w którego skład wchodził młyn przy ul. Nadolnik. Po likwidacji Zjednoczenia, która nastąpiła w 1968 roku Zakłady Młynarskie w Poznaniu organizacyjnie należały do Wojewódzkiego Przedsiębiorstwa Zbożowo-Młynarskiego w Poznaniu, zmieniając po raz kolejny nazwę na Zakłady Zbożowo-Młynarskie. W 1975 roku w związku z utworzeniem Okręgowego Przedsiębiorstwa Zbożowo-Młynarskiego w Poznaniu, Zakłady Młynarskie przestały istnieć jako wyodrębniona jednostka organizacyjna, jednakże młyn Nadolnik podlegał jego strukturze do lat 90. XX wieku.
W 2019 roku nastąpiła rozbiórka zabudowań młyna i rozpoczęto realizację projektu budowy kompleksu budynków mieszkalnych z centralnym punktem, jakim będzie odtworzony budynek dawnego młyna. W odbudowanym budynku młyna mają funkcjonować restauracje, sklepy i sale konferencyjne, a na wyższych kondygnacjach mają powstać apartamenty.

## Opis
Zabudowania młyna usytuowane były w pobliżu sztucznego stawu i odgałęzienia rzeki Główna. We frontowej części terenu przedsiębiorstwa, niedaleko wejścia do parku, znajdował się budynek mieszkalny w którym na parterze ulokowano biura zakładu. Obiekt został zniszczony w 1945 roku i nie został odbudowany.
Na terenie przylegającym do młyna znajdowały się m.in. dwa magazyny zbożowo-mączne, wozownia, garaż, stolarnia i stajnia, hala maszynowa z kuźnią oraz hala motorowa. W tylnej części zespołu młyna ulokowano dwa budynki mieszkalne dla pracowników. Do młyna doprowadzono bocznicę kolejową. Współcześnie zachowały się tory i most przez rzekę Główną.
Na początku lat 70. XX wieku młyn zelektryfikowano. Dawniej energię potrzebną do funkcjonowania młyna zapewniały wody rzeki Główna, które wpływając poprzez stawidła, napędzały turbinę wytwarzającą prąd. Jednakże głównym źródłem napędu była maszyna parowa wyprodukowana przez firmę Marshall (Marshall, Sons & Co). W latach 80. XX wieku młyn został poddany całkowitej modernizacji.
Architektura młyna wpisuje się w charakter budownictwa przemysłowego końca XIX wieku, a budynek przypomina inne wielkopolskie realizacje z tego okresu, np. młyn parowy w Szamotułach.